# Caspar Klotz

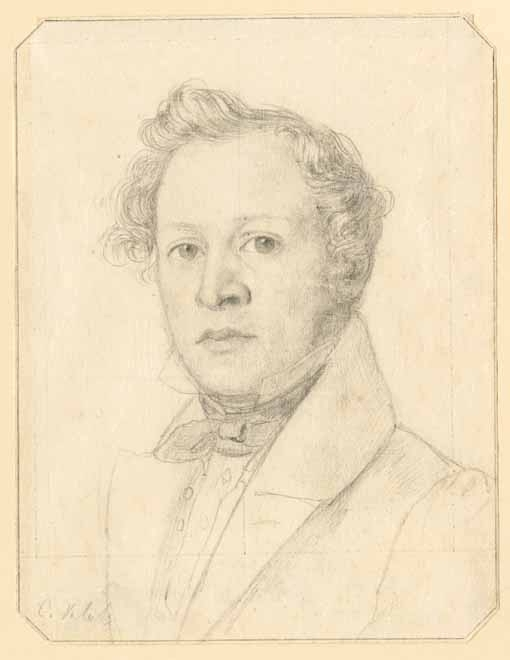
Caspar Klotz

Caspar Gerhard Klotz (* 1774 in Mannheim; † 5. Dezember 1847 in München) war ein deutscher Zeichner, Miniatur- und Porträtmaler. Zeitweise übte er in München das Amt eines Hofmalers aus.

## Werke
- Am Oberwiesenfeld (1836). Das Gemälde zeigt Mitglieder einer „Öffentlichen Turnanstalt“ vor den Toren Münchens.

## Weblinks

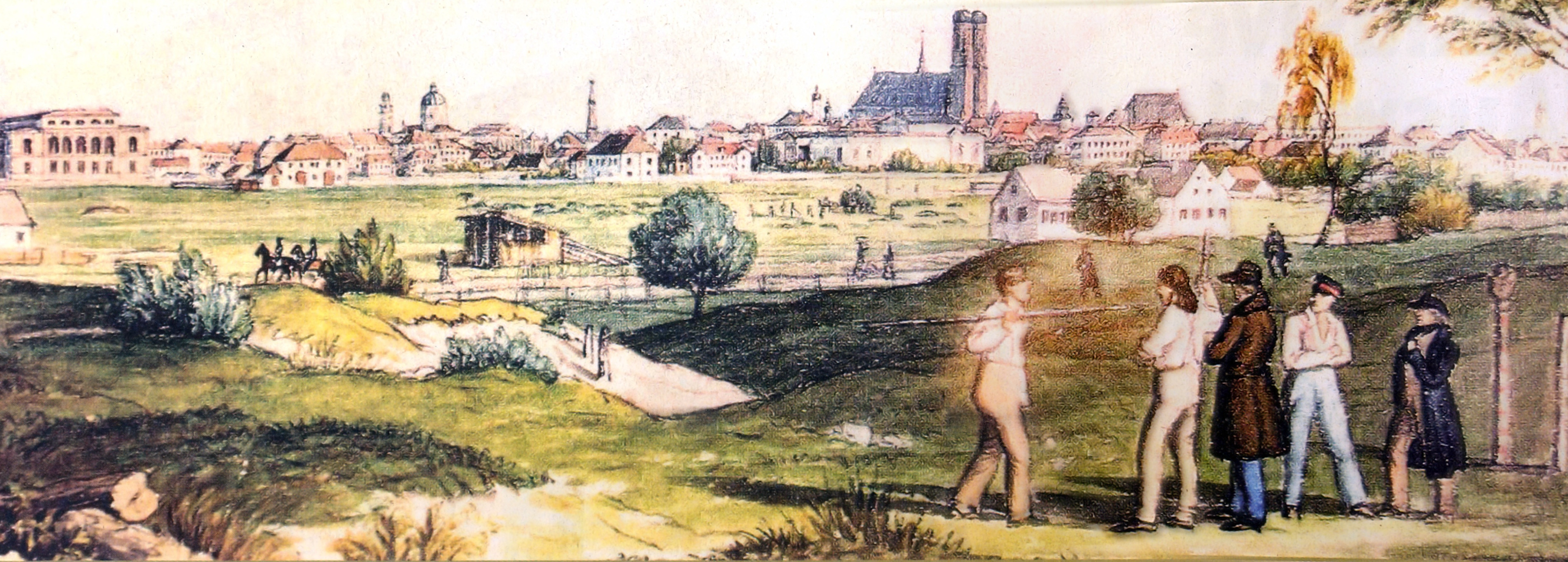
Caspar Klotz: Am Oberwiesenfeld, 1836.